# Футаба (уезд)
Футаба (яп. 双葉郡 Футаба-гун) уезд расположен в префектуре Фукусима, Япония. Большая часть территории уезда находится в Фукусимской зоне отчуждения.

Расположение уезда Футаба в префектуре Фукусима.

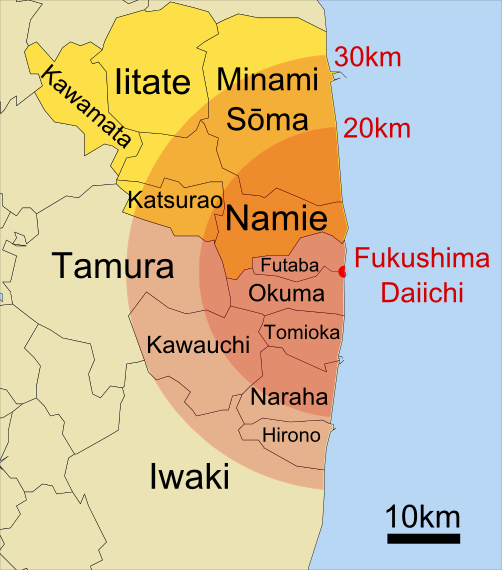
Первоначально радиус зоны отчуждения составлял 30 километров, и увеличивался на северо-запад до 45 км. С 2011 и до 2019 года радиус зоны отчуждения уменьшился до 10 км и до 35 километров на северо-запад. Карты с обновлённой информацией.

В 2010 году населения уезда составляло 72,822 человека. После эвакуации, по оценкам на 2015 год население уменьшилось до 7,338 человек, а плотность до 8.5 до чел. / км ². По оценкам на 1 мая 2017 года, население составляет 7,104 человек, площадь 865.71 км ², плотность 8.21 человек / км ². По оценкам на 1 октября 2018 года, население составляет 6,916 человек, площадь 865.71 км ², плотность 7.99 чел. / км ². В связи с Аварией на АЭС Фукусима-1 большая часть территории уезда входит в Фукусимскую зону отчуждения. По состоянию на 2019 год в фукусимскую зону отчуждения входят, данные населённые пункты или их части: посёлок Футаба, посёлок Окума, посёлок Намиэ, посёлок Томиока, село Кацурао, село Иитате (из уезда Сома).

## Посёлки и сёла
- Футаба
- Хироно
- Намиэ
- Нараха
- Окума
- Томиока
- Кацурао
- Каваути

### Эвакуированные населённые пункты входящие вФукусимскую зону отчужденияна 2019 год
- Футаба - приказ об эвакуации был отменён 4 марта 2020 года, но только на северо-востоке посёлка, а также в районе железнодорожной станции Футаба.[12][13]
- Окума - с 10 апреля 2019 приказ об эвакуации был отменён, но по состоянию на 2019 года «труднодоступная территория» по-прежнему занимает большую часть посёлка (приказ об эвакуации отменён только на юго-западе посёлка).[14][15][16]
- Намиэ - приказ об эвакуации был отменен 31 марта 2017 года, но по состоянию на 2019 года «труднодоступная территория» по-прежнему занимает большую часть посёлка (приказ об эвакуации отменён только на юго-востоке посёлка)[17][15]
- Томиока - приказ об эвакуации 1 апреля 2017 года был отменен, за исключением небольшого «труднодоступного района» на северо-востоке, и возвращение жителей разрешено.[18]
- Кацурао - на 90% село пригодно для возвращения жителей (за исключением небольшого «труднодоступного района» на северо-востоке).[3][4]
- Иитате (из уезда Сома) - эвакуация была отменена 1 апреля 2017 года, за исключением небольшого района на юге Иитате, граничащего с соседним посёлком Намиэ, который остается практически полностью закрытой зоной. Однако только треть бывших жителей выразили намерение вернуться обратно.[19]